# Tijana Bogdanović
Tijana Bogdanović (serbisch-kyrillisch Тијана Богдановић; * 4. Mai 1998 in Kruševac) ist eine serbische Taekwondoin. Sie startet in der Gewichtsklasse bis 53 Kilogramm.

## Karriere
Bogdanović war bereits bei den Junioren sehr erfolgreich. Sie wurde 2013 und 2015 Europameisterin und qualifizierte sich für die Olympischen Jugend-Sommerspiele 2014 in Nanjing. Im Erwachsenenbereich erzielte sie bereits 2014 und 2015 erste internationale Erfolge. So gewann sie in der Gewichtsklasse bis 49 Kilogramm bei den Weltmeisterschaften in Tscheljabinsk die Bronzemedaille, nachdem sie im Halbfinale gegen Ha Min-ah mit 5:7 ausgeschieden war. Bei den Europaspielen in Baku erreichte sie das Finale, in dem sie Charlie Maddock mit 6:7 unterlag. Zu Beginn des Jahres 2016 wurde sie beim europäischen Qualifikationsturnier für die Olympischen Spiele in Rio de Janeiro Zweite und sicherte sich so einen Startplatz bei den Spielen. In Montreux wurde sie 2016 erstmals auch im Erwachsenenbereich Europameister. Nach drei Siegen stand Bogdanović bei den Olympischen Spielen im Finale des Wettbewerbs, musste sich dort aber Kim So-hui mit 6:7 geschlagen geben. Sie gewann damit Silber. Seit 2017 startet sie in der Gewichtsklasse bis 53 Kilogramm. Bei den Weltmeisterschaften 2017 schied sie im Viertelfinale aus.
Bei den Olympischen Sommerspielen 2020 in Tokio startete sie wieder in der Gewichtsklasse bis 49 Kilogramm und konnte hier Bronze gewinnen.